# Anell de Schatzki
Un anell de Schatzki o anell de Schatzki-Gary és un estrenyiment de l'esòfag inferior que pot causar dificultat per empassar (disfàgia). L'estrenyiment és causat per un anell de teixit mucós (que recobreix l'esòfag) o se teixit muscular. Un anell de Schatzki és un tipus específic d'"anell esofàgic", i els anells de Schatzki es subdivideixen en els que es troben per sobre de la unió esòfag/estómac (anells A), i els que es troben en la unió escamocolumnar, a l'esòfag inferior (anells B).
Els pacients amb anells de Schatzki poden desenvolupar dificultats intermitents per empassar o, més greument, un esòfag completament bloquejat. L'anell rep el nom del metge alemany-americà Richard Schatzki.